# Leptolalax platycephalus
Espèce
Leptolalax platycephalus est une espèce d'amphibiens de la famille des Megophryidae.

## Répartition
Cette espèce est endémique du Pahang en Malaisie péninsulaire. Elle se rencontre sur le Gunung Benom.

## Publication originale
- Dehling, 2012 : A new species of the genus Leptolalax (Anura: Megophryidae) from Gunung Benom, Peninsular Malaysia. Sauria, Berlin, vol. 34, p. 9-21.